# Régime alimentaire d'exclusion dans l'autisme
Vous lisez un « bon article » labellisé en 2021.

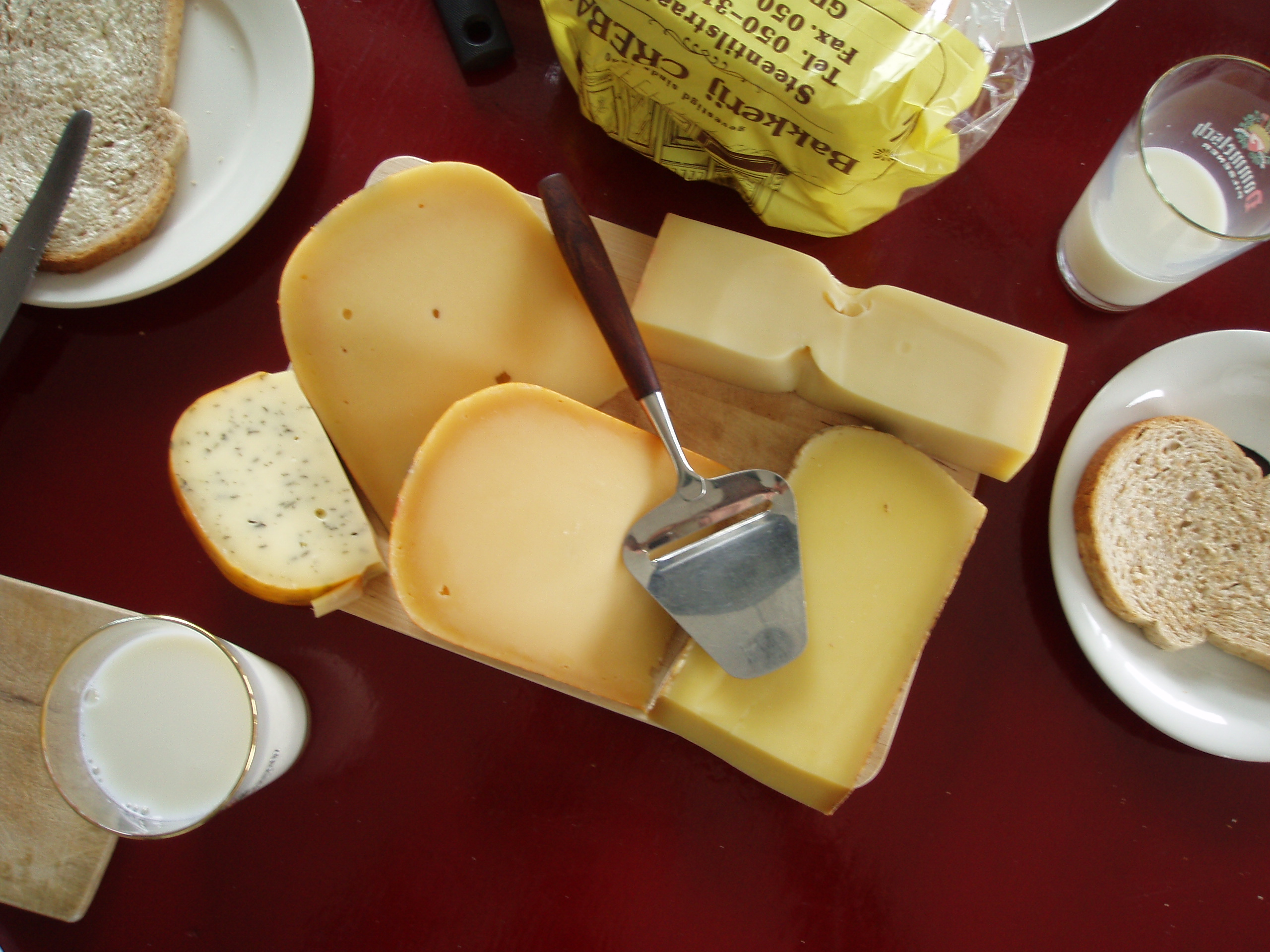
Plusieurs fromages, du pain de mie et du lait, des aliments interdits en cas de régime alimentaire sans caséine ni gluten.

Un régime alimentaire d'exclusion dans l'autisme consiste à exclure un plus ou moins grand nombre d'aliments, particulièrement ceux contenant du gluten et/ou de la caséine, du régime alimentaire d'une personne autiste. La promesse d'une guérison de l'autisme est invoquée par certains promoteurs de ces régimes alimentaires, via des témoignages pseudoscientifiques. Cependant, en l'absence d'études menées selon une méthodologie rigoureuse, le régime alimentaire d'exclusion du gluten et de la caséine n'a pas démontré d'effets positifs sur les symptômes de l'autisme. Des effets négatifs, en particulier des risques de malnutrition, de carence et d'isolement social, sont en revanche bien documentés.
Cette balance bénéfice-risque défavorable a poussé des organismes officiels, tels que l'Agence française de sécurité sanitaire des aliments (AFSSA) et la Haute Autorité de santé (HAS) en France, à ne pas recommander les régimes alimentaires d'exclusion aux personnes autistes, et notamment le régime sans caséine ni gluten, sauf en cas d'allergie ou d'intolérance alimentaire avérée. Les preuves d'efficacité de la diète cétogène sont faibles, et ne portent que sur des troubles du comportement. 
Des régimes alimentaires d'exclusion sont fréquemment imposés aux enfants autistes par leurs parents, notamment aux États-Unis, au Canada, au Royaume-Uni et en France. Bien que des parents témoignent avoir « amélioré », voire guéri leurs enfants de cette manière, toute promesse médicale de guérison de l'autisme après une modification de l'alimentation relève du charlatanisme.

## Contextualisation
En parallèle d'un mouvement né dans les années 1990 et qui envisage l'alimentation comme complément à la prise en charge thérapeutique, un grand engouement pour les régimes alimentaires excluant le gluten et la caséine se répand parmi les parents d'enfants autistes,. Ces régimes sont très fréquemment proposés ou imposés aux enfants autistes dès le début des années 2000, notamment en France,, au Royaume-Uni et en Amérique du Nord, en dépit de l'absence de preuves scientifiques d'efficacité. Ils s'inscrivent dans une cacophonie générale autour du régime alimentaire humain, marquée par une surabondance d'informations contradictoires. D'après le professeur honoraire de la faculté de médecine de l'université de Strasbourg Jean-Louis Schlienger (en 2018) « la mode des régimes « sans » excluant, par exemple, le gluten, les produits laitiers ou les produits carnés, n’a pas de rationnel fondé sur la science à l’échelle d’une population [...] Elle est en contradiction avec les principes de l’équilibre et de la diversité alimentaires ». La Dre en psychologie sociale Julie Dachez cite les promoteurs des régimes alimentaires sans gluten ni caséine (ainsi que d'autres promoteurs des approches dites biomédicales de l'autisme) parmi les « charlatans en tous genre qui profitent du désespoir des parents pour leur faire miroiter monts et merveilles et les délester de quelques centaines d'euros au passage ».
D'après la psychiatre pour enfants Laurence Robel (Hôpital Necker-Enfants malades) et la sociologue française Amandine Rochedy (Université Toulouse-Jean-Jaurès), les familles imposent de telles restrictions alimentaires à leur enfant autiste « sur la foi de témoignages individuels, souvent diffusés sur Internet », dans l'espoir d'une amélioration des symptômes de l'autisme. Les deux chercheuses posent l'hypothèse que l'engouement pour l'alimentation des enfants autistes en France puisse découler du discrédit de la psychanalyse, dans un contexte d'incertitudes concernant les causes de l'autisme, ce qui « a laissé le champ libre à une diversité d’approches théoriques, parmi lesquelles les théories nutritionnelles »,. Par ailleurs, certains parents se réfèrent à des témoignages écrits par d'autres parents d'enfants autistes pour décider de la mise en place d'un régime d'exclusion.
La mise en place d'un tel régime alimentaire d'exclusion s'inscrit dans le care parental et accompagne le processus de désinstitutionnalisation des personnes handicapées, s'agissant d'une activité de soin « à domicile », qui exige une surveillance parentale et une prise de contrôle sur l'alimentation de son enfant.

## Théorisation

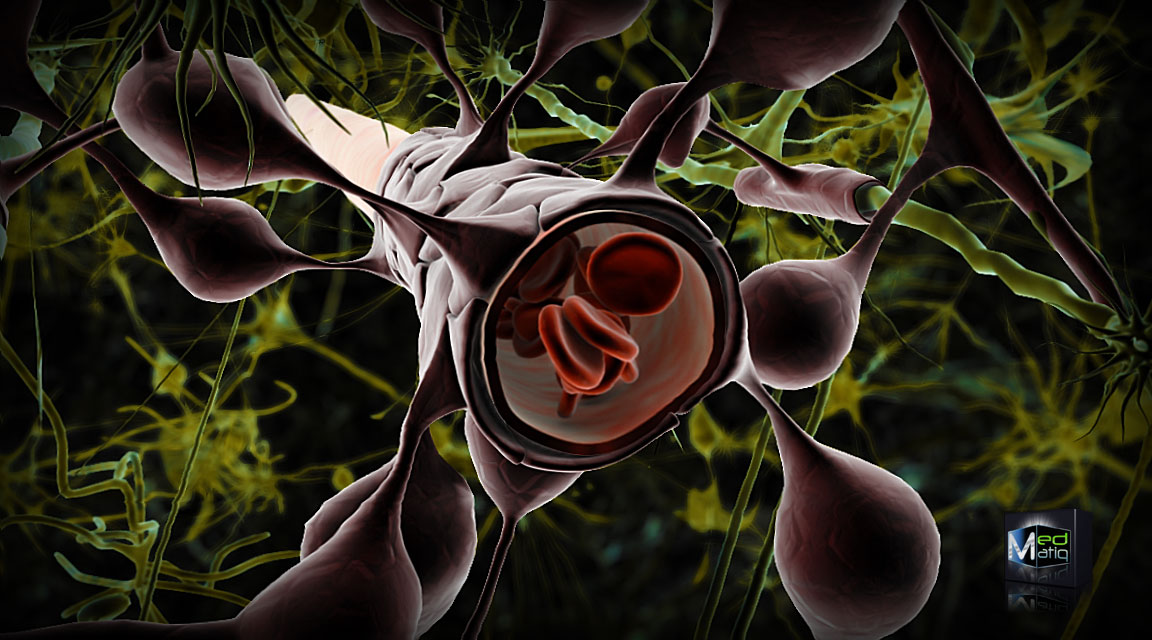
Barrière hémato-encéphalique : les astrocytes de type 1 entourant les capillaires sanguins au niveau du cerveau.

À l'appui des régimes alimentaires d'exclusion proposés aux personnes autistes, un fréquent déséquilibre dans la composition du microbiote intestinal est invoqué. Ce déséquilibre est soupçonné de jouer un rôle dans l'apparition de symptômes gastro-intestinaux, dont la fréquence chez les enfants autistes apparaît à tort comme élevée, selon Robel et al.. L'hypothèse causale invoquée pour justifier la mise en place des régimes d'exclusion est une perméabilité intestinale favorisée par la consommation de gluten et de caséine,. À l'appui de cette hypothèse, une étude de P. D'Eufemia et collaborateurs, publiée en 1996, avait trouvé une perméabilité intestinale plus basse chez les enfants autistes par comparaison aux enfants neurotypiques,. Selon cette hypothèse, des peptides non-digérés, des toxines et des cytokines pro-inflammatoires traverseraient la barrière hémato-encéphalique, via la circulation sanguine, et atteindraient le système nerveux central, affectant la fonction cérébrale des personnes autistes,,.
Les peptides ont été mis en cause dans une étude du Pr Christopher Gillberg publiée en 1982, mais dont les résultats sont controversés dans la mesure où la reproduction de cette étude par Le Couteur et ses collaborateurs, en 1988, n'a pas permis de mettre en évidence un profil peptidurique de dégradation de la caséine et du gluten qui serait particulier aux personnes autistes,. 
L'hypothèse d'une influence des peptides opioïdes sert de justificatif à l'application du régime alimentaire excluant le gluten et la caséine,. Cependant, cette hypothèse reste (en 2020) non-démontrée. Par ailleurs, aucun effet de la caséine et du gluten sur les symptômes gastro-intestinaux des enfants autistes n'a été mis en évidence. Selon Robel et al., il n'est pas démontré que la fréquence des troubles digestifs serait plus élevée chez les enfants autistes que chez les enfants neurotypiques, ce qui « suggère qu'il s’agit de l’association fortuite de deux troubles, plutôt qu’un phénomène impliqué dans la physiopathologie de l'autisme ». Malgré l'existence de cas individuels associant autisme et maladie cœliaque, il n'existe aucun lien avéré entre l'autisme et la maladie cœliaque, qui crée une intolérance au gluten,, ni entre l'autisme et le syndrome de l'intestin irritable.
La fréquence élevée du trouble des conduites alimentaires, en revanche attestée parmi la population autiste, pourrait fournir une explication aux problèmes digestifs et au déséquilibre du microbiote. En novembre 2021, Chloé X. Yap et ses collègues publient dans Cell une étude qui conclut que c'est le régime alimentaire sélectif des personnes autistes qui provoque une modification de leur flore bactérienne intestinale, et non l'inverse.

## Études d'efficacité
Les études portant sur l'effet des régimes alimentaires d'exclusion, tous régimes alimentaires confondus, se caractérisent souvent par une grande hétérogénéïté et un manque de rigueur (petits échantillons, absence de groupe de contrôle, etc). Une recension de 26 études portant sur l'autisme et les régimes alimentaires, menée par Zainab Taha et Khalid A. Abdalhai et publiée en 2021, ne conclut pas à l'existence de preuves d'effet positif des régimes alimentaires d'exclusion. 
Par ailleurs, la focalisation sur les régimes alimentaires détourne des ressources financières de pistes d'interventions plus prometteuses.

### Du régime sans gluten ni caséine
Des études sont menées sur les effets des régimes excluant la caséine et/ou le gluten depuis les années 1970, notamment sur la base d'une interprétation d'étude de Jaak Panksepp, publiée en 1979. En 2002, une étude sur deux groupes d'enfants autistes n'a pas permis d'observer d'effet significativement positif de ce régime. En 2004, une autre étude sur petit groupe signale un potentiel effet positif sur les comportements propres à l'autisme, soulignant également la nécessité de mener des études plus approfondies. En 2006, un essai clinique préliminaire en double aveugle impliquant 15 enfants âgés de 2 à 16 ans ne permet pas d'observer d'effet significatif de ce régime alimentaire, bien que des améliorations du comportement soient relevées par les parents.
En 2012, 387 parents appliquant ce régime alimentaires à leurs enfants autistes sont interrogés, et déclarent majoritairement que la régime sans caséine ni gluten améliore le comportement de leurs enfants. En revanche, en 2016, un essai clinique en double aveugle sur 14 enfants autistes âgés de 3 à 5 ans ne permet toujours pas de déterminer d'effet significatif de ce régime alimentaire.
Une première recension de la littérature scientifique est menée en 2010 par le Dr Austin Mulloy (Université du Texas à Austin) et son équipe ; fondée sur 15 publications antérieures, elle en conclut que : « L'analyse critique de la rigueur méthodologique et des résultats de chaque étude révèle que le corpus de recherche actuel ne soutient pas l'utilisation des régimes alimentaires sans caséine ni gluten dans le traitement des TSA. Compte tenu de l'absence de données empiriques et des conséquences négatives souvent associées aux régimes sans gluten [...] ces régimes ne devraient être mis en œuvre que dans le cas où un enfant autiste présente des changements comportementaux aigus, apparemment associés à des modifications du régime alimentaire, et/ou si les professionnels de la santé confirment par des tests que l'enfant présente des allergies ou des intolérances alimentaires au gluten et/ou à la caséine ».
En 2013, le Dr Timothy Buie (Boston Children's Hospital), qui recense uniquement les études portant sur le gluten et l'autisme, conclut que « les preuves sont insuffisantes pour justifier l'instauration d'un régime sans gluten comme traitement de l'autisme ». En 2014, le Dr Salvador Marí-Bauset (université de Valence) et son équipe mènent une nouvelle recension, publiée dans le Journal of Child Neurology, et en concluent que « peu d'études peuvent être considérées comme fournissant des preuves scientifiques solides [...]. Nous recommandons de ne l'utiliser [le régime sans caséine ni gluten] qu'après le diagnostic d'une intolérance ou d'une allergie aux aliments contenant les allergènes exclus dans les régimes sans gluten et sans caséine. Les recherches futures devraient être basées sur ce type de conception, mais avec des échantillons de plus grande taille ».
En 2015, une recension menée par Klaus W. Lange (Université de Ratisbonne) et son équipe est publiée par Current Opinion in Clinical Nutrition and Metabolic Care ; elle arrive aux mêmes conclusions que les précédentes.
En 2020, Busra Baspinar (Département de diététique et de nutrition de l'université d'Ankara) et Hulya Yardimci publient une quatrième recension de la littérature scientifique, et en concluent, en accord avec les précédentes, que « les études dans ce domaine sont tout à fait insuffisantes en termes de quantité et de qualité », et que « l'effet de ce régime sur le comportement des personnes autistes n'est pas clair ». En particulier, l'évaluation des changements de comportement se fonde sur le déclaratif de parents, sans utiliser de méthode objective. 

### De la diète cétogène
Une recension de la littérature scientifique (soit 7 études) portant sur la diète cétogène, menée par un groupe de chercheurs italiens et publiée en 2021, conclut à l'existence de faibles preuves d'efficacité de cette diète chez les personnes autistes, notamment en terme d'évaluation du comportement.

## Effets secondaires aux régimes alimentaires d'exclusion

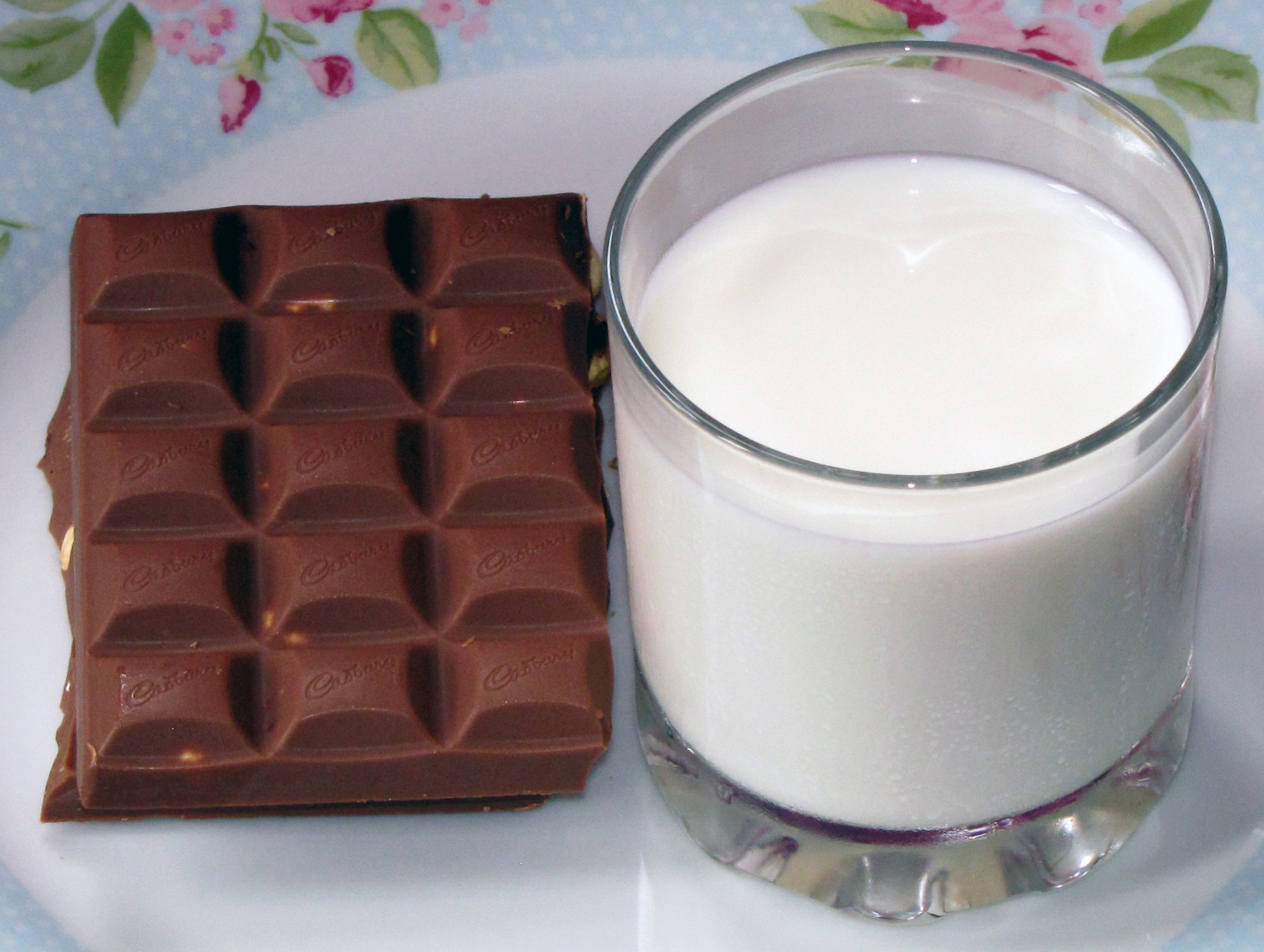
Exemples d'aliments interdits en cas de régime sans caséine (lait) et de diète cétogène (chocolat sucré).

D'après différents auteurs, les interventions diététiques sur les personnes autistes sont généralement considérées à tort comme inoffensives (notamment par les parents d'enfants autistes), leurs conséquences négatives étant sous-estimées, du moins dans un premier temps,.

### Carences et malnutrition
Selon Baspinar et Yardimci, « l'administration à long terme de régimes restreints tels que le régime sans caséine et sans gluten peut entraîner des carences en micronutriments ». Un régime alimentaire d'exclusion devrait s'accompagner d'une vérification constante de la satisfaction des besoins alimentaires de la personne. L'étude de Bernard Metz, James A. Mulick et Eric M. Butter sur les thérapies controversées dans l'autisme (2005) pointe également des risques de malnutrition. Mulloy et son équipe notent ainsi qu'une réduction de l'épaisseur de la corticale osseuse fait partie des effets secondaires connus après un régime alimentaire sans caséine de longue durée chez un enfant. Les études consacrées à l'application de ce régime à long terme à des personnes non-autistes font ressortir des cas de malnutrition sévère en l'absence d'un contrôle médical régulier.

### Coût et isolement social
Baspinar et Yardimci évoquent la « charge économique », l'« isolement social » et les diverses conséquences « sociales et psychologiques » que peuvent représenter l'application de régimes alimentaires d'exclusion pour les familles concernées. La docteure en sociologie Amandine Rochedy note que l'exclusion d'aliments fait peser des contraintes sur l'entourage susceptible de nourrir une personne autiste, en particulier à cause de l'accroissement de la charge mentale liée à sa dimension de care. Le temps nécessaire à la préparation des repas est nettement augmenté. La contrainte financière est liée notamment à l'obligation d'acheter les compléments alimentaires nécessaires à la prévention des carences.

### Conséquences sur les enfants
Rochedy note que les enfants autistes soumis à ce régime alimentaire sont placés dans une situation d'isolement social accru en raison des spécificités de leur alimentation (dans des contextes de fêtes d'anniversaires, de repas en famille ou à la cantine), ce qui apparaît paradoxal dans la mesure où les principales interventions recommandées en autisme portent sur la socialisation des enfants. Le Dr Moschoutis, gastro-entérologue, souligne les effets induits par la privation de plaisirs de l'enfance, par exemple en privant totalement un enfant autiste de 4 ans de sucreries, au prétexte de chercher à le « guérir ». Rochedy ajoute que l'exclusion du gluten et de la caséine peut priver des enfants autistes à forte sélectivité alimentaire de leurs aliments favoris (tels que les pâtes, le pain et le yaourt), et accroître par conséquent leurs difficultés à s'alimenter. 
Olivia Cattan partage à ce titre le témoignage d'une mère avouant se cacher dans une autre pièce afin de pouvoir manger discrètement des aliments qu'elle interdit à son enfant autiste.

## Recommandations officielles
D'après Rochedy, « dans l'ensemble, les discours basés sur les données scientifiques disponibles ne permettent pas de conclure à un effet bénéfique et invitent à la prudence ».
L'augmentation du nombre de parents imposant des régimes alimentaires d'exclusion à leurs enfants autistes a poussé des pédiatres membres du groupe francophone de gastro-entérologie et de nutrition à faire une requête à l'Agence française de sécurité sanitaire des aliments (AFSSA) en vue d'effectuer une recension de la littérature scientifique consacrée à la question. D'après le rapport du groupe de travail de l'AFFSA, publié en avril 2009, « il est impossible d’affirmer que ce régime [sans gluten ni caséïne] soit dépourvu de conséquence néfaste à court, moyen ou long terme. Les arguments indirects (excès d’exorphines, peptidurie anormale, troubles digestifs associés, notamment) avancés à l’appui de ce type de régime ne sont pas étayés par des faits validés. Il n’existe donc aucune raison d’encourager le recours à ce type de régime ».
Cet avis est partagé par la Haute Autorité de santé en France, qui déconseille ce type de régime dans son rapport de 2012, de même que par l'étude de Bernard Metz et al. (2005). Au Royaume-Uni, le National Institute for Health and Care Excellence déconseille aussi les régimes d'exclusion dans ses lignes directrices de 2013.

## Promotion des régimes alimentaires d'exclusion

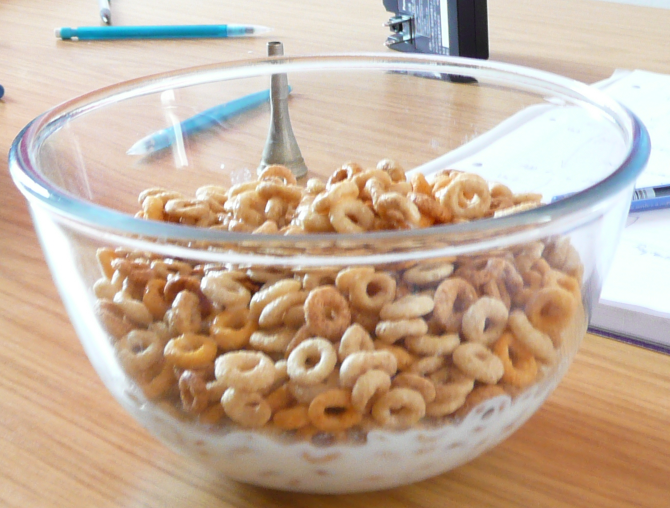
Un bol de céréales de petit déjeuner avec du lait, aliments fallacieusement présentés comme un facteur possible de l'autisme dans une campagne publicitaire de PETA.

En 2008 et 2014, l'association People for the Ethical Treatment of Animals (PETA) diffuse une campagne publicitaire en langue anglaise, associant la consommation de lait à l'autisme (le message Got autism? affiché au-dessus d'un bol de lait et de céréales prenant la forme d'un visage triste), en détournant le slogan d'une campagne américaine des années 1990 en faveur de la consommation de lait (« Got Milk? »),. Le journaliste américain Jeffrey Kluger critique ce choix des activistes de PETA, consistant à faire culpabiliser les parents d'enfants autistes parce qu'ils ont nourri leurs enfants « avec du lait et un bol de Cheerios », tout en mettant en avant une relation non-fondée scientifiquement. La docteure en pédiatrie Susan McGrew souligne le propos pseudoscientifique de PETA, qui pourrait convaincre des personnes neurotypiques qu'elles vont devenir autistes en consommant du lait.
La Québécoise Nathalie Champoux soutient dans son ouvrage Être et ne plus être autiste (paru en 2015) avoir guéri ses deux enfants de l'autisme en modifiant leur régime alimentaire (exclusion du lait, du gluten, du soja et des sucres raffinés) et en leur infligeant une chélation, ; l'ouvrage et l'autrice sont critiqués (notamment par l'Association des communicateurs scientifiques du Québec, le Dr Jean-François Chicoine, de l’hôpital Sainte-Justine et par le Pr Laurent Mottron) en raison de leur propos pseudoscientifique.
D'après Rochedy, durant les premiers jours qui suivent la mise en place du régime, des parents témoignent de diminutions des symptômes de l'autisme et d'améliorations du comportement de leur enfant. Des témoignages de cet ordre sont publiés dans la presse féminine française, certains parents déclarant même une guérison de leurs enfants,. Une famille témoigne dans la Revue Francophone d'Orthoptie, en 2016, que le régime sans lait, ni gluten, ni sucres, aurait guéri leur enfant autiste de ses otites.
D'après Le Livre noir de l'autisme, le régime d'exclusion GAPS (pour Gut and Psychology Syndrome ou Gut and Physiology Syndrome), promu par le Dr Natasha Campbell-McBride, médecin en Suisse et mère d'un enfant autiste, est fallacieusement présenté comme un remède éventuel de l'autisme.